# Gare de Vitré
Gare de Vitré – stacja kolejowa w Vitré, w departamencie Ille-et-Vilaine, w regionie Bretania, we Francji.
Jest stacją Société nationale des chemins de fer français (SNCF), obsługiwaną przez pociągi TGV kursujących między dworcem Paris-Montparnasse i Rennes, Brest i Saint-Brieuc, i regionalnych pociągów ekspresowych TER Bretagne, krążących między Rennes, Laval i Le Mans.